# الدوري التشيكوسلوفاكي 1927
الدوري التشيكوسلوفاكي 1927 هو الموسم 3 من الدوري التشيكوسلوفاكي ‏. أشرف على تنظيمه اتحاد جمهورية التشيك لكرة القدم، وكان عدد الأندية المشاركة فيه 8، وفاز فيه سبارتا براغ.